# Heinrichsruh
Heinrichsruh este o comună din landul Mecklenburg-Pomerania Inferioară, Germania.